# 茎茶

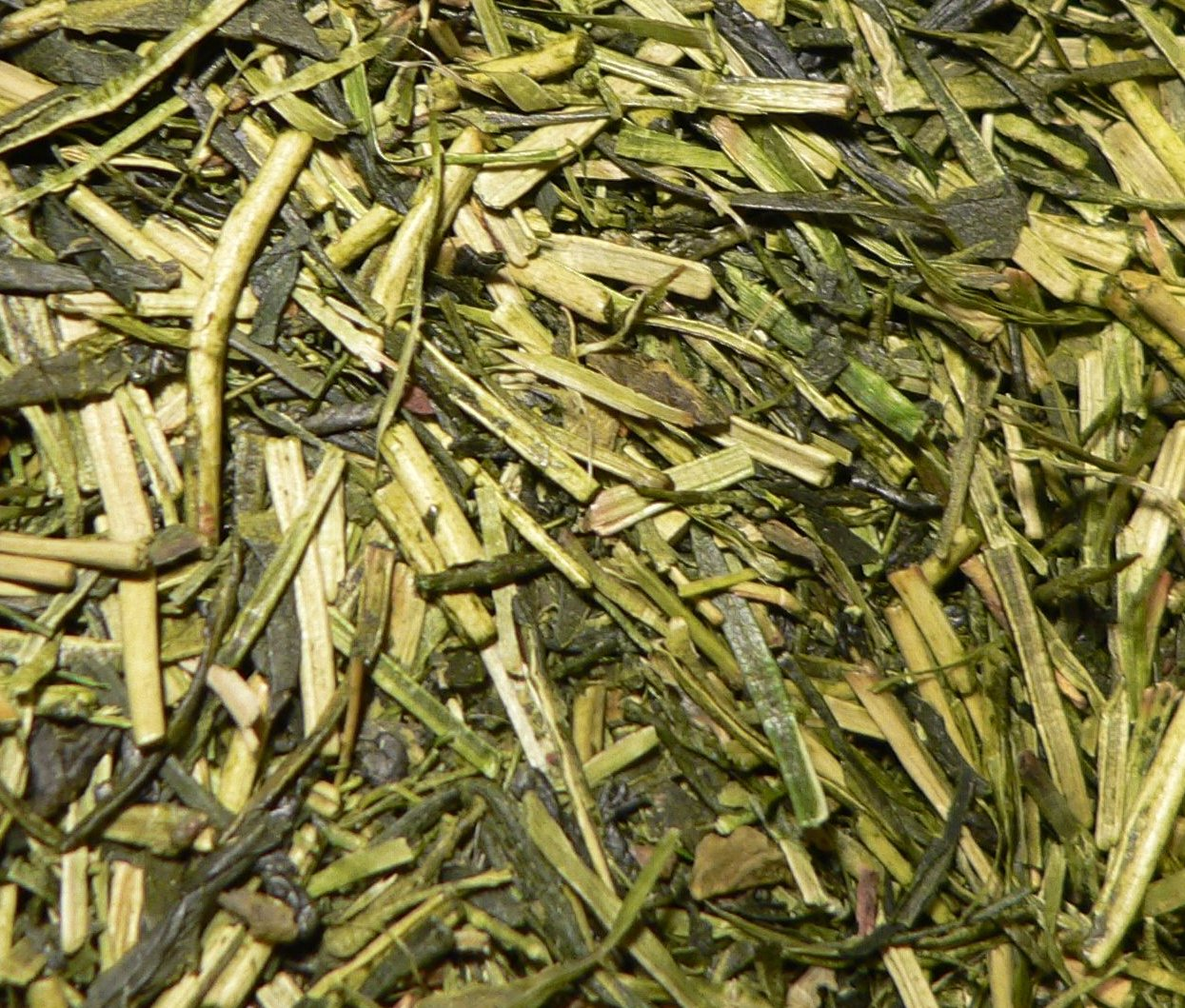
茎茶

茎茶（くきちゃ、英語：Kukicha もしくは twig tea）は、日本の緑茶の一種。棒茶（ぼうちゃ）とも呼ばれる。
チャノキ (Camellia sinensis) から採れる茶の若枝、茶葉の柄、新芽の茎を混ぜて作られる。芽茶、粉茶とともに出物と呼ばれ、荒茶から煎茶を製造する過程で取り除かれた部分から作るものである。
需要と供給の極端なアンバランスのため価格が安く、そのため「二級品」とされがちであるが、甘味・旨味・香り成分は葉よりもむしろ茎の方が豊富であり、茶の抽出源として優れた面も多い部位である。
玉露や高級な煎茶の茶葉から作られた茎茶のことを特に雁ヶ音（かりがね）、白折（しらおれ）と呼び、玉露の旨味と茎茶独特の風味から珍重される。　
淹れ方や抽出時間は煎茶や玉露など、元になった茶葉と同様である。水色（すいしょく）は薄いが、さわやかな味と香りがあり、またアミノ酸が多く含まれる部位であるため旨味が強いのも特徴である。

## 成分
葉と茎を比較した場合、旨味と甘味の成分であるテアニンが約2倍、香ばしさの香り成分であるピラジン類が約1.5倍、花の香り(甘い香り)成分であるゲラニオール・リナロールが約4倍含まれている。
また、テアニンは光合成によって渋味成分のカテキンに変化するが、茎の部分は葉と比較して光合成をほとんどしないため、玉露などのように人工的に光合成を阻害しなくともテアニンの喪失とカテキンの生成が自然に抑えられ、雑味も少ない。
結果として、独特の清冽な味と香りがある茶となり、愛好者も多い。

## 派生品
茎茶を焙煎して、ほうじ茶が作られる場合もある。茎ほうじ茶としては、特に石川県の加賀地方で作られる加賀棒茶が有名である。
豊富な香り成分を焙煎によってさらに増幅するため、葉の煎茶とは比較にならないほどの極めて芳醇な香りを持つ。また、茎はもともとカテキンが少ないが、焙煎によって苦味成分のカフェインも昇華するため雑味が非常に少ない。そのため、煎茶のように雑味を避けるため低温抽出する必要がなく、甘味と旨味の豊富な茶を高温で楽しめることも特徴である。